# Вашка
Ва́шка (Ва́жка, коми By) — река в Республике Коми и Архангельской области России, левый (крупнейший) приток Мезени (бассейн Белого моря).
Длина реки — 605 км, площадь водосборного бассейна — 21 000 км². Истоки в болотах Мезенско-Северо-Двинского водораздела. Питание реки снеговое и дождевое. Средний расход — 184 м³/с. Ледостав с конца октября по начало мая. Течёт по хвойным лесам. Судоходна в среднем и нижнем течении до посёлка городского типа Благоево.
В грамоте 1471 года дано в форме Важка, в словарях Максимовича-Щекатова и П. Семёнова, а также на карте, приложенной к работе Г. С. Лыткина, приводится форма «Важка».
Вашка является главным притоком Мезени, она незначительно уступает Мезени (966 км). Нижнее течение Вашки (от д. Кеба) полностью заселено русскими. На реке также находится одноимённое село Вашка. В устье реки находится село Лешуконское (Усть-Вашка).

## Гидрология
| Средний расход воды (м³/с) реки Вашка по месяцам с 1954 по 1988 гг. (замеры производились на гидрологическом посту в районе деревни Вендинга, в 272 км от устья) |

## Притоки

Бассейн реки Мезень

(км от устья)
- 10 км: река Большая Енда
- 14 км: река Мокчема
- 27 км: река Овья
- 36 км: река Очема
- 37 км: река Сытка
- 41 км: ручьи Пала-ручей
- 52 км: река Чулас
- 56 км: река Выкомша
- 64 км: река Сельза
- 74 км: река Несса
- 74 км: река Олема
- 75 км: река Комша
- 78 км: река Онса
- 86 км: река Циленга
- 88 км: река Кеба
- 95 км: река Нижняя Воча
- 98 км: река Иръёлья
- 100 км: река Нестера
- 103 км: река без названия
- 108 км: река Зырянская Ежуга
- 110 км: река Видзьюр
- 113 км: река Юковъю
- 120 км: река Ёла
- 124 км: река Курмыш
- 125 км: река Турым
- 134 км: река Лёкъю
- 134 км: ручей Поньюр
- 142 км: ручей Ыджыд-Ёль
- 145 км: река Северная Цебьюга
- 149 км: река Южная Цебьюга
- 151 км: река Ёртома
- 159 км: река Пучкома (Пучножа)
- 166 км: река Гобрысь
- 166 км: река Кула
- 173 км: река Керъю
- 174 км: река Сэбь
- 180 км: река Содзим
- 188 км: река Малая Ыя
- 191 км: река Большая Ыя
- 219 км: река Эблянзи
- 229 км: река Косъю
- 238 км: река Туйтомъю
- 250 км: река Ёвва
- 252 км: река Ёртом
- 269 км: река Венью
- 274 км: река Она
- 300 км: река Онсы
- 308 км: река Лоптюга
- 312 км: ручей Пони-Веч
- 318 км: ручей Чипыштан-Ёль
- 322 км: ручей Ыджыд-Веч
- 336 км: ручей Чепчим-Ёль
- 338 км: река Ы
- 340 км: ручей Сысий-Ёль
- 361 км: река Чурум
- 369 км: река Быг
- 383 км: река Сосыл
- 391 км: река Нюш
- 399 км: река Кывъю
- 412 км: река Чой
- 422 км: река Томейю
- 462 км: река Симдин
- 469 км: река Поч
- 478 км: река без названия
- 483 км: река без названия
- 489 км: река без названия
- 491 км: река без названия
- 510 км: река Мытка
- 523 км: река без названия
- 540 км: река Нювъю
- 553 км: река Северная Вашка

## Данные водного реестра
По данным государственного водного реестра России и геоинформационной системы водохозяйственного районирования территории РФ, подготовленной Федеральным агентством водных ресурсов:
- Бассейновый округ — Двинско-Печорский
- Речной бассейн — Мезень
- Речной подбассейн — отсутствует
- Водохозяйственный участок — Мезень от истока до водомерного поста у деревни Малая Нисогора